# Lepidodasys ligni
Lepidodasys ligni is een buikharige uit de familie van de Lepidodasyidae. De wetenschappelijke naam van de soort werd voor het eerst geldig gepubliceerd in 2013 door Hochberg, Atherton en Gross.